# Patrick Pemberton
Patrick Alberto Pemberton Bernard (Limón, Costa Rica, 24 de abril de 1982) es un futbolista costarricense que juega como portero en Municipal Santa Ana de la Primera División de Costa Rica.

## Trayectoria

### Inicios
Patrick Pemberton es cantera de Alajuelense y antes de llegar a la máxima categoría fue prestado a la Universidad de Costa Rica de la Segunda División. Pemberton fue el titular del estratega Luis Roberto Sibaja en la campaña 2002-03 y alcanzó a disputar la final de ascenso contra Ramonense, serie que terminó perdiendo por el resultado global de 1-2.

### L. D. Alajuelense
Una vez que retornó al cuadro rojinegro, hizo su debut por competencia oficial el 22 de octubre de 2003, por la vuelta de la ronda preliminar hacia la Copa Interclubes UNCAF contra el Boca Juniors de Belice. En su primera aparición mantuvo la valla invicta y su equipo triunfó cómodamente por 10-0. Se estrenó en la Primera División hasta el 8 de mayo de 2004 ante Carmelita, por la última fecha del Torneo de Clausura donde se presentó la derrota de su escuadra de local por 1-2.

### A. D. Carmelita
Para el siguiente año fue cedido a préstamo a Carmelita, equipo donde contabilizó catorce apariciones en la temporada 2004-05.

### L. D. Alajuelense
En sus primeras temporadas tuvo poca regularidad en el equipo que salió subcampeón de la temporada 2006-07, Verano 2008 e Invierno 2008.
El 19 de diciembre de 2010, conquistó el Campeonato de Invierno tras vencer en penales al Herediano.
El 14 de mayo de 2011, Pemberton obtiene su segundo título de liga tras las victorias en las finales sobre San Carlos.
El 18 de diciembre de 2011 se hace con el Campeonato de Invierno en los penales de desempate ante el Herediano en el Estadio Rosabal Cordero.
El 22 de julio de 2012 se coronó campeón con los manudos en la primera edición de la Supercopa de Costa Rica al vencer con marcador de 2-0 al Herediano en el Estadio Nacional. El 22 de diciembre de ese año obtiene su quinto título oficial y el cuarto de liga después de superar en la final de Invierno de nuevo al conjunto florense, esta vez en tiempos suplementarios.
El 22 de diciembre de 2013 logra el título «29» de la institución alajuelense frente al Herediano en penales —tras los empates sin anotaciones en los tiempos regulares—.
Posteriormente, quedó subcampeón de los torneos de Verano 2014, Verano 2015, Invierno 2015 y Verano 2016.
El 22 de mayo de 2019, cuando le restaban seis meses de contrato en el club, la dirigencia le comunicó que no le renovaría más una vez finalizado el plazo.

### A. D. San Carlos
El 3 de junio de 2019, Pemberton arregló su incorporación a San Carlos por una temporada, dividiéndose en seis meses a préstamo y el resto como ficha del club. El 11 de junio de 2020 quedó fuera del equipo tras el fin de su contrato.

### Fútbol Consultants
El 3 de julio de 2020, el portero fue anunciado como nuevo jugador de Fútbol Consultants en la Segunda División.

### A. D. Carmelita
El 27 de junio de 2021, Pemberton se incorporó al equipo de Carmelita en la segunda categoría, institución a la que regresó después de dieciséis años.

## Selección nacional

### Categorías inferiores
Pemberton iba a ser uno de los convocados por el entrenador Rodrigo Kenton, de la Selección Sub-23 de Costa Rica para disputar el Preolímpico de Concacaf de 2004, sin embargo quedó fuera luego de sufrir una fractura en el cráneo.

### Selección absoluta
El 14 de enero de 2009, Pemberton recibió su primera convocatoria a la Selección de Costa Rica dirigida por Rodrigo Kenton, para disputar la Copa de Naciones UNCAF. Fue suplente en todos los partidos.
Su debut como internacional absoluto se dio el 5 de septiembre en el Parque Independence de Kingston ante Jamaica, compromiso en el que completó la totalidad de los minutos. Su país perdió de manera ajustada 1-0 en esa oportunidad.
El 7 de enero de 2011, con Ricardo La Volpe en el puesto de estratega, Patrick fue incluido en la nómina que afrontó la Copa Centroamericana.
El 7 de enero de 2013, Pemberton fue tomado en cuenta en la nómina de Jorge Luis Pinto para participar en la Copa Centroamericana. Fue titular en la totalidad de los minutos de los tres partidos del grupo contra Belice (victoria 1-0), Nicaragua (triunfo 2-0), Guatemala (1-1). El 25 de enero fue parte de la victoria 1-0 sobre El Salvador en semifinales y dos días después, en la final contra Honduras en el Estadio Nacional, el triunfo 1-0 definió el título para su selección.
El 6 de febrero de 2013, se estrenó en la eliminatoria mundialista de Concacaf en el inicio de la hexagonal contra Panamá en el Estadio Rommel Fernández.
El 19 de junio de 2013, Pembarton entró en la convocatoria de la selección para desarrollar la Copa de Oro de la Concacaf en Estados Unidos.
El 10 de septiembre de 2013 consiguió la clasificación al Mundial de Brasil a falta de dos fechas para la conclusión de la eliminatoria.

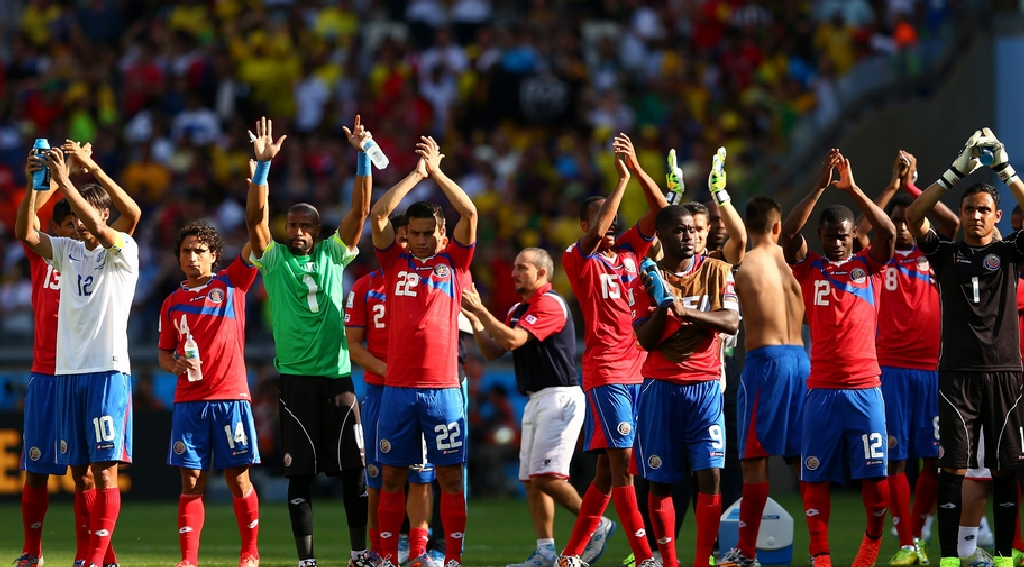
Pemberton (camiseta verde) después de concluir la fase de grupos del Mundial 2014.

El 12 de mayo de 2014, el entrenador Pinto incluyó a Pemberton en la convocatoria preliminar con miras a la Copa Mundial de Brasil. Finalmente, fue confirmado en la nómina definitiva de veintitrés jugadores el 30 de mayo. En el certamen máximo, Patrick fue relegado a la suplencia en los juegos de su escuadra, la cual llegó a la instancia de cuartos de final.
El 25 de agosto de 2014, el director técnico Paulo Wanchope incluyó a Pemberton en su nómina para desarrollar la Copa Centroamericana en Estados Unidos. El portero fue titular en los dos partidos del grupo contra Nicaragua y Panamá, así como en la final ante Guatemala, serie que ganó su selección para proclamarse campeón.
El 23 de junio de 2015, el estratega Paulo Wanchope entregó la lista de convocados para enfrentar la Copa de Oro de la Concacaf, de la cual Patrick fue incluido. Fue suplente en los tres juegos de la fase de grupos que concluyeron en empates contra Jamaica (2-2), El Salvador (1-1) y Canadá (0-0). El 19 de julio, se dio la pérdida 1-0 en tiempo suplementario ante México, por la serie de cuartos de final.
El 5 de noviembre de 2015, Pemberton fue seleccionado por Óscar Ramírez para iniciar la eliminatoria de Concacaf hacia la Copa del Mundo. El 13 de noviembre se dio el primer partido de la cuadrangular frente a Haití, en el Estadio Nacional. Patrick recibió la confianza del entrenador para hacerse con un puesto en la titular, y su escuadra ganó el compromiso por 1-0.
El 2 de mayo de 2016, el entrenador de la selección costarricense dio la lista preliminar de 40 futbolistas que fueron considerados para afrontar la Copa América Centenario, donde Patrick apareció en la nómina. El 16 de mayo se confirmó la nómina definitiva que viajó a Estados Unidos, país organizador del evento, en la cual Pemberton quedó dentro de los seleccionados. El 4 de junio dio inicio la competencia para la Tricolor, en el Estadio Citrus Bowl de Orlando, Florida contra Paraguay. El futbolista completó la totalidad de los minutos y el empate sin goles permaneció hasta el final del encuentro. Tres días después, su país tuvo la peor derrota en el Soldier Field de Chicago; el cotejo se realizó contra los Estados Unidos y los errores en la zona defensiva pesaron para que el marcador terminara 4-0. El 11 de junio se desarrolló el último juego de la fase de grupos, en el que su selección hizo frente a Colombia en el Estadio NRG de Houston; su compañero Johan Venegas marcó el primer gol de la competencia para los costarricenses al minuto 1', pero poco después los colombianos empataron las cifras en el marcador. Más tarde, Venegas provocó la anotación en propia meta de Frank Fabra y, en el segundo tiempo, Celso Borges amplió para el 1-3. Sin embargo, su rival descontó y el resultado final fue de victoria 2-3. Con esto, los Ticos se ubicaron en el tercer puesto con 4 puntos, quedando eliminados. Estadísticamente, el cancerbero vio acción en los tres juegos.
El 2 de enero de 2017 se llevó a cabo la convocatoria de los futbolistas para la decimocuarta edición de la Copa Centroamericana, la cual tomó lugar en territorio panameño. El portero fue incluido en la lista. El 13 de enero comenzó el torneo regional donde su selección, en el Estadio Rommel Fernández, enfrentó al conjunto de El Salvador. Patrick apareció en el once titular y el empate sin anotaciones definió el marcador final. Para el compromiso de dos días después, en el mismo escenario deportivo, contra la escuadra de Belice, Pemberton cedió su lugar a Leonel Moreira y el resultado fue de victoria 0-3. En el juego del 17 de enero ante Nicaragua, el cancerbero fue parte de la suplencia, y la igualdad de 0-0 se repitió al cierre del cotejo. Tres días posteriores se efectuó el clásico del área frente a Honduras, en el cual Patrick regresó a su puesto habitual y encajó un tanto en el empate 1-1. El único revés de su nación fue el 22 de enero, por la última jornada, contra el anfitrión Panamá. El marcador de 1-0 confirmó el cuarto lugar de los costarricenses, además de un cupo directo para la Copa Oro de la Concacaf de ese mismo año.
El guardameta fue incluido, el 16 de junio de 2017, en la lista oficial del director técnico Óscar Ramírez para la realización de la Copa de Oro de la Concacaf que tuvo lugar en Estados Unidos. El 7 de julio se disputó el primer encuentro del certamen en el Red Bull Arena de Nueva Jersey, lugar donde se efectuó el clásico centroamericano contra Honduras. Patrick Pemberton fue titular y completó la totalidad de los minutos. Por otra parte, su compañero Rodney Wallace brindó una asistencia a Marco Ureña al minuto 38', para que este concretara el único gol de su nación para la victoria ajustada de 0-1. Cuatro días posteriores se dio el segundo cotejo ante Canadá en el BBVA Compass Stadium, escenario en el cual prevaleció la igualdad a un tanto. El 14 de julio fue el último compromiso por el grupo frente a Guayana Francesa en el Estadio Toyota de Frisco, Texas. El cancerbero cedió su lugar a Danny Carvajal y los Ticos se impusieron 3-0 para asegurar un lugar a la siguiente ronda como líderes de la tabla con siete puntos. Su selección abrió la jornada de los cuartos de final el 19 de julio en el Lincoln Financial Field de Philadelphia, Pennsylvania, contra Panamá. Un testarazo del rival Aníbal Godoy mediante un centro de David Guzmán, al minuto 76', provocó la anotación en propia puerta de los panameños, lo que favoreció a su combinado en la clasificación a la otra instancia por el marcador de 1-0. Patrick en esa oportunidad fue escogido como el mejor jugador del encuentro. La participación de su escuadra concluyó el 22 de julio en el AT&T Stadium, con la única pérdida en semifinales de 0-2 ante Estados Unidos. Pemberton fue uno de los más destacados de su equipo tras contabilizar once atajos en cuatro apariciones, encajando solamente tres goles.
El 7 de octubre de 2017, permaneció como suplente en el compromiso donde su selección selló la clasificación al Mundial de Rusia tras el empate 1-1 contra Honduras en el último minuto.
El 14 de mayo de 2018, Patrick entró en la lista oficial de veintitrés futbolistas del entrenador de la selección Óscar Ramírez para la disputa del Mundial de Rusia. El portero permaneció en la suplencia en el juego inaugural de su selección en la Copa Mundial el 17 de junio contra el equipo de Serbia en el Cosmos Arena de Samara, donde se presentó la derrota ajustada por 0-1. El 22 de junio, con la pérdida de 2-0 frente a Brasil, su país se quedaría sin posibilidades de avanzar a la siguiente ronda del torneo de manera prematura. El 27 de junio, ya en el partido de trámite enfrentando a Suiza en el Estadio de Nizhni Nóvgorod, el marcador reflejó la igualdad a dos anotaciones para despedirse del certamen.

#### Participaciones internacionales
| Competición                     | Sede           | Resultado        |
| ------------------------------- | -------------- | ---------------- |
| Copa Centroamericana 2009       | Honduras       | Subcampeón       |
| Copa Centroamericana 2011       | Panamá         | Subcampeón       |
| Copa Centroamericana 2013       | Costa Rica     | Campeón          |
| Copa de Oro de la Concacaf 2013 | Estados Unidos | Cuartos de final |
| Copa Mundial de 2014            | Brasil         | Cuartos de final |
| Copa Centroamericana 2014       | Estados Unidos | Campeón          |
| Copa de Oro de la Concacaf 2015 | Estados Unidos | Cuartos de final |
| Copa América Centenario         | Estados Unidos | Fase de grupos   |
| Copa Centroamericana 2017       | Panamá         | Cuarto lugar     |
| Copa de Oro de la Concacaf 2017 | Estados Unidos | Semifinales      |
| Copa Mundial de 2018            | Rusia          | Fase de grupos   |

## Estadísticas

### Clubes
Actualizado al último partido jugado el 7 de agosto de 2021.
| Univ. de Costa Rica Costa Rica |               |               |      |      |    |    |     |     |      |      |
| 2.ª | 2002-03       | 25            | -26  | —    | —  | —  | —   | 25  | -26  |      |
| Total club | Total club    | 25            | -26  | —    | —  | —  | —   | 25  | -26  |      |
| L. D. Alajuelense Costa Rica |               |               |      |      |    |    |     |     |      |      |
| 1.ª | 2003-04       | 1             | -2   | —    | —  | 1  | 0   | 2   | -2   |      |
| Total club | Total club    | 1             | -2   | —    | —  | 1  | 0   | 2   | -2   |      |
| A. D. Carmelita Costa Rica |               |               |      |      |    |    |     |     |      |      |
| 1.ª | 2004-05       | 14            | -27  | —    | —  | —  | —   | 14  | -27  |      |
| Total club | Total club    | 14            | -27  | —    | —  | —  | —   | 14  | -27  |      |
| L. D. Alajuelense Costa Rica |               |               |      |      |    |    |     |     |      |      |
| 1.ª | 2005-06       | 0             | 0    | —    | —  | 1  | 0   | 1   | 0    |      |
| 1.ª | 2006-07       | 1             | 0    | —    | —  | 0  | 0   | 1   | 0    |      |
| 1.ª | 2007-08       | 9             | -7   | —    | —  | 0  | 0   | 9   | -7   |      |
| 1.ª | 2008-09       | 18            | -25  | —    | —  | 0  | 0   | 18  | -25  |      |
| 1.ª | 2009-10       | 0             | 0    | —    | —  | —  | —   | 0   | 0    |      |
| 1.ª | 2010-11       | 35            | -27  | —    | —  | —  | —   | 35  | -27  |      |
| 1.ª | 2011-12       | 38            | -43  | —    | —  | 4  | -4  | 42  | -47  |      |
| 1.ª | 2012-13       | 41            | -40  | 1    | 0  | 3  | -7  | 45  | -47  |      |
| 1.ª | 2013-14       | 39            | -32  | 0    | 0  | 7  | -3  | 46  | -35  |      |
| 1.ª | 2014-15       | 33            | -26  | 2    | -4 | 4  | -3  | 39  | -33  |      |
| 1.ª | 2015-16       | 45            | -36  | 1    | -3 | —  | —   | 46  | -39  |      |
| 1.ª | 2016-17       | 42            | -41  | —    | —  | —  | —   | 42  | -41  |      |
| 1.ª | 2017-18       | 29            | -39  | —    | —  | 0  | 0   | 29  | -39  |      |
| 1.ª | 2018-19       | 35            | -40  | —    | —  | —  | —   | 35  | -40  |      |
| Total club | Total club    | 365           | -356 | 4    | -7 | 19 | -17 | 388 | -380 |      |
| A. D. San Carlos Costa Rica |               |               |      |      |    |    |     |     |      |      |
| 1.ª | 2019-20       | 26            | -47  | —    | —  | 2  | -6  | 28  | -53  |      |
| Total club | Total club    | 26            | -47  | —    | —  | 2  | -6  | 28  | -53  |      |
| Fútbol Consultants Costa Rica |               |               |      |      |    |    |     |     |      |      |
| 2.ª | 2020-21       | 24            | -31  | —    | —  | —  | —   | 24  | -31  |      |
| Total club | Total club    | 24            | -31  | —    | —  | —  | —   | 24  | -31  |      |
| A. D. Carmelita Costa Rica |               |               |      |      |    |    |     |     |      |      |
| 2.ª | 2021-22       | 1             | -2   | —    | —  | —  | —   | 1   | -2   |      |
| Total club | Total club    | 1             | -2   | —    | —  | —  | —   | 1   | -2   |      |
| Total carrera | Total carrera | Total carrera | 456  | -491 | 4  | -7 | 22  | -23 | 482  | -521 |
| (1) Incluye datos de la Supercopa de Costa Rica (2012) / Torneo de Copa (2013-15). (2) Incluye datos de la Copa Interclubes UNCAF (2003-07) / Liga de Campeones de la Concacaf (2004-20) / Liga Concacaf (2017-19). (3) No incluye goles en partidos amistosos. |               |               |      |      |    |    |     |     |      |      |

### Selección
Actualizado al último partido jugado el 10 de octubre de 2017.
| Costa Rica |                 |    |     |    |    |   |   |    |     |    |     |
| 2009 | 0               | 0  | 0   | 0  | —  | — | — | —  | 0   | 0  |     |
| 2010 | —               | —  | —   | —  | —  | — | 2 | -3 | 2   | -3 |     |
| 2011 | 0               | 0  | —   | —  | —  | — | — | —  | 0   | 0  |     |
| 2012 | —               | —  | 0   | 0  | —  | — | 3 | -2 | 3   | -2 |     |
| 2013 | 9               | -3 | 2   | -3 | —  | — | 3 | -1 | 14  | -7 |     |
| 2014 | 3               | -3 | —   | —  | 0  | 0 | 2 | -5 | 5   | -8 |     |
| 2015 | 0               | 0  | 2   | -1 | —  | — | 1 | -1 | 3   | -2 |     |
| 2016 | 3               | -6 | 1   | 0  | —  | — | 1 | -1 | 5   | -7 |     |
| 2017 | 6               | -4 | 1   | -2 | —  | — | 0 | 0  | 7   | -6 |     |
| 2018 | —               | —  | —   | —  | 0  | 0 | 0 | 0  | 0   | 0  |     |
| Total selección | Total selección | 21 | -16 | 6  | -6 | 0 | 0 | 12 | -13 | 39 | -35 |
| (1) Incluye datos de la Copa Centroamericana (2009-17) / Copa Oro de la Concacaf (2013-17) / Copa América (2016). (2) Incluye datos de la Eliminatoria de Concacaf para la Copa Mundial (2009-17). (3) Incluye datos de la Copa Mundial (2014-18). |                 |    |     |    |    |   |   |    |     |    |     |

## Palmarés

### Títulos nacionales
| Título                         | Equipo          | País       | Año  |
| ------------------------------ | --------------- | ---------- | ---- |
| Primera División de Costa Rica | L.D Alajuelense | Costa Rica | 2010 |
| Primera División de Costa Rica | L.D Alajuelense | Costa Rica | 2011 |
| Primera División de Costa Rica | L.D Alajuelense | Costa Rica | 2011 |
| Supercopa de Costa Rica        | L.D Alajuelense | Costa Rica | 2012 |
| Primera División de Costa Rica | L.D Alajuelense | Costa Rica | 2012 |
| Primera División de Costa Rica | L.D Alajuelense | Costa Rica | 2013 |

### Títulos internacionales
| Título                 | Equipo                  | Sede           | Año  |
| ---------------------- | ----------------------- | -------------- | ---- |
| Copa Interclubes UNCAF | L.D Alajuelense         | Costa Rica     | 2005 |
| Copa Centroamericana   | Selección de Costa Rica | Costa Rica     | 2013 |
| Copa Centroamericana   | Selección de Costa Rica | Estados Unidos | 2014 |

### Distinciones individuales
| Distinción                                                 | Año  |
| ---------------------------------------------------------- | ---- |
| Mejor portero del Campeonato de Verano 2012                | 2012 |
| Mejor portero del Campeonato de Invierno 2012              | 2013 |
| Mejor jugador del Campeonato de Invierno 2012              | 2013 |
| Mejor jugador de la Copa Centroamericana 2013              | 2013 |
| Mejor portero de la Copa Centroamericana 2013              | 2013 |
| Portero más valioso de la temporada 2013-14 de la Liga FPD | 2014 |
| Mejor portero del Campeonato de Invierno 2015              | 2016 |
| Mejor tapada de la temporada 2018-19                       | 2019 |